# Друга лига Хрватске у фудбалу
Друга лига Хрватске у фудбалу (хрв. Druga hrvatska nogometna liga или скраћено 2. HNL)  је друго по јачини фудбалско такмичење у Хрватској. У Другој лиги клубови (њих 14) се боре за улазак у Прву лигу. 
На крају сезоне три клуба из друге лиге могу ући у прву лигу, осим уколико не дође до промене система такмичења у Првој лиги, а што се раније често дешавало. Три првопласиране екипе улазе директно у Прву лигу.
До 2006/07, Друга лига је имала две лиге Север и Југ, али су те две лиге сезоне 2006/07. спојене у јединствену Другу лигу.

## Тимови у сезони 2018/19.
- БСК Бијело Брдо
- Динамо Загреб 2
- Дугопоље
- Хајдук Сплит 2
- Хрватски драговољац
- Кустошија
- Лучко
- Међимурје
- Осијек 2
- Сесвете
- Солин
- Шибеник
- Вараждин
- Задар

## Досадашњи победници
| Сезона   | Група (број екипа)          | Победник             | Пласирани у Прву лигу                             |
| -------- | --------------------------- | -------------------- | ------------------------------------------------- |
| 1992.    | Север (6 екипа)             | Радник Велика Горица | Радник Велика Горица Сегеста Белишће Пазинка      |
| 1992.    | Југ (8 екипа)               | Приморац Стобреч     | Радник Велика Горица Сегеста Белишће Пазинка      |
| 1992.    | Исток (није играно)         | Белишће              | Радник Велика Горица Сегеста Белишће Пазинка      |
| 1992.    | Запад (4 клуба)             | Пазинка              | Радник Велика Горица Сегеста Белишће Пазинка      |
| 1992/93. | Север (16 екипа)            | Дубрава Загреб       | Дубрава Загреб Приморац Стобреч                   |
| 1992/93. | Југ (16 екипа)              | Приморац Стобреч     | Дубрава Загреб Приморац Стобреч                   |
| 1993/94. | Север (16 екипа)            | Марсониа             | Марсониа Неретва                                  |
| 1993/94. | Југ (16 екипа)              | НК Неретва           | Марсониа Неретва                                  |
| 1994/95. | Север (16 екипа)            | Младост 127 Сухопоље | ниједан                                           |
| 1994/95. | Југ (17 екипа)              | Ускок Клис           | ниједан                                           |
| 1994/95. | Запад (19 екипа)            | Хрватски драговољац  | ниједан                                           |
| 1995/96. | Исток (16 екипа)            | Кроација Ђаково      |                                                   |
| 1995/96. | Југ (16 екипа)              | Јунак Сињ            |                                                   |
| 1995/96. | Запад (18 екипа)            | Самобор              |                                                   |
| 1996/97. | Центар (16 екипа)           | Лучко                |                                                   |
| 1996/97. | Исток (16 екипа)            | Кроација Ђаково      |                                                   |
| 1996/97. | Север (16 екипа)            | Будућност Ходошан    |                                                   |
| 1996/97. | Југ (16 екипа)              | Сплит                |                                                   |
| 1996/97. | Запад (16 екипа)            | Јадран Пореч         |                                                   |
| 1997/98. | Центар (17 екипа)           | Сегеста              | Цибалија                                          |
| 1997/98. | Исток (16 екипа)            | Цибалија             | Цибалија                                          |
| 1997/98. | Север (16 екипа)            | Чаковец              | Цибалија                                          |
| 1997/98. | Југ (17 екипа)              | Сплит                | Цибалија                                          |
| 1997/98. | Запад (16 екипа)            | Јадран Пореч         | Цибалија                                          |
| 1998/99. | Јединствена лига (19 екипа) | Вуковар '91          | Вуковар '91 Истра Пула                            |
| 1999/00. | Јединствена лига (18 екипа) | Марсонија            | Марсонија Чаковец                                 |
| 2000/01. | Јединствена лига (18 екипа) | Камен Инград         | Камен Инград ТШК Тополовац Поморац Кострена Задар |
| 2001/02. | Североисток (16 екипа)      | Вуковар '91          | Ниједан                                           |
| 2001/02. | Северозапад (16 екипа)      | Пула 1856            | Ниједан                                           |
| 2002/03. | Североисток (12 екипа)      | Марсонија            | Маронија Интер Запрешић                           |
| 2002/03. | Северозапад (12 екипа)      | Интер Запрешић       | Маронија Интер Запрешић                           |
| 2003/04. | Север (12 екипа)            | Међимурје            | Међимурје Пула 1856                               |
| 2003/04. | Југ (12 екипа)              | Пула 1856            | Међимурје Пула 1856                               |
| 2004/05. | Север (12 екипа)            | Цибалија             | Цибалија                                          |
| 2004/05. | Југ (12 екипа)              | Новаља               | Цибалија                                          |
| 2005/06. | Север (12 екипа)            | Белишће              | Шибеник                                           |
| 2005/06. | Југ (12 екипа)              | Шибеник              | Шибеник                                           |
| 2006/07. | Јединствена лига (16 екипа) | Интер Запрешић       | Интер Запрешић Задар                              |
| 2007/08. | Јединствена лига (16 екипа) | Кроација Сесвете     | Кроација Сесвете                                  |
| 2008/09. | Јединствена лига (16 екипа) | Истра 1961           | Истра 1961 Карловац Локомотива Загреб Међимурје   |
| 2010/11. | Јединствена лига (16 екипа) | Сплит                | Сплит Хрватски драговољац                         |